# Jewgienija Romaniuta
Jewgienija Siergiejewna Romaniuta (ros. Евгения Сергеевна Романюта, ur. 22 stycznia 1988 w Tule) – rosyjska kolarka torowa i szosowa, dwukrotna brązowa medalistka torowych mistrzostw świata i dwukrotna medalistka torowych mistrzostw Europy.

## Kariera
Pierwsze sukcesy w karierze Jewgienija Romaniuta osiągnęła w 2005 roku, kiedy zdobyła brązowy medal w scratchu podczas torowych mistrzostw świata juniorów i srebrny w tej samej konkurencji na mistrzostwach Europy juniorów. Rok później zdobyła w tej samej kategorii wiekowej brąz w wyścigu punktowym na MŚ i srebro na ME oraz srebro w scratchu na MŚ i brąz na ME. Pierwszy sukces wśród seniorek osiągnęła na torowych mistrzostwach Europy w Apeldoorn, gdzie zwyciężyła w wyścigu punktowym. W tej samej konkurencji zdobyła srebrny medal podczas rozgrywanych w 2012 mistrzostw Europy w Poniewieżu. W tym samym roku wystąpiła na igrzyskach olimpijskich w Londynie, gdzie rywalizację w omnium zakończyła na dziesiątej pozycji. W 2013 roku wystartowała na mistrzostwach świata w Mińsku, gdzie zdobyła brązowy medal w scratchu, przegrywając tylko z Polką Katarzyną Pawłowską i Meksykanką Sofíą Arreolą. Startuje także w wyścigach szosowych, ale bez większych sukcesów.